# Phu My (Bà Rịa-Vũng Tàu)
Tân Thành is een district in de Vietnamese provincie Bà Rịa-Vũng Tàu. De hoofdplaats van het district is Phú Mỹ.